# Santokhgarh
Santokhgarh är en ort i Indien.   Den ligger i distriktet Una och delstaten Himachal Pradesh, i den norra delen av landet, 300 km norr om huvudstaden New Delhi. Santokhgarh ligger 348 meter över havet och antalet invånare är 8 877.
Terrängen runt Santokhgarh är platt åt nordost, men åt sydväst är den kuperad. Runt Santokhgarh är det tätbefolkat, med 511 invånare per kvadratkilometer. Närmaste större samhälle är Nāngal Township, 6,9 km nordost om Santokhgarh. Trakten runt Santokhgarh består till största delen av jordbruksmark.